# HD 3346
Désignations
HD 3346 ou V428 Andromedae est une étoile binaire et variable de la constellation d'Andromède, située à ∼ 690 a.l. (∼ 212 pc) de la Terre.